# Селкирк (Манитоба)
Селкирк (англ. Selkirk) — город в области Интерлейк провинции Манитоба в Канаде.

## История
Город основан в 1882 году и назван в честь шотландца Томаса Дугласа, 5-го графа Селкерка, выкупившего земельный участок площадью 530 тыс. км² у Hudson's Bay Company и профинансировавшего создание первой колонии на берегу реки Ред-Ривер в 1813 году.

## География и климат
Город расположен на западе долины реки Ред-Ривер, на границе канадских прерий.
Климат умеренно континентальный. Ярко выражены 4 сезона. Температура летом в районе 20 °С, зимой — около -15,7 °C. Выпадает в среднем 510 мм осадков, в том числе снегопады с ноября по апрель.

## Экономика и туризм
Основными направлениями экономической деятельности города являются: 
- туризм, в первую очередь — рыболовный;
- металлургическая промышленность — металлургический комбинат "The Manitoba Rolling Mills" компаннии Gerdau;
- медицина — крупнейшая в провинции Манитоба психиатрическая больница "The Selkirk Mental Health Centre".

В городе расположены Морской музей Манитобы и часть Канадской береговой охраны. Издаётся 3 местных периодических СМИ.

## Население
Согласно переписи 2011 года, население города составляет 9934 человек.

## Транспорт
Селкирк соединён с Виннипегом провинциальным шоссе 9, имеет железнодорожное сообщение. В 1,9 км расположен аэропорт (Код ИКАО: CKL2).

## Спорт
В городе существует хоккейная команда Селкирк Стилерс, играющая в юниорской хоккейной лиге Манитобы. Домашняя арена — Selkirk Recreation Complex.